# Nuage articulé
Nuage articulé (Nube articolata) è un oggetto surrealista realizzato con la tecnica dell'assemblage da Wolfgang Paalen nel 1937. Ne esistono due versioni, la prima delle quali è conservata presso il Museo dell'arte moderna di Stoccolma, mentre la seconda è in prestito permanente alla Österreichische Galerie im Belvedere, Vienna. Esposto frequentemente in diverse località, fra cui Amsterdam (1938), Cambridge (1938) e Città del Messico (1940), è considerato uno degli oggetti di maggior rilievo presenti all'Esposizione internazionale surrealista di Parigi del 1938. Ne esistono molte riproduzioni fotografiche, fra le quali una ad opera di Man Ray. Poiché entrambi gli oggetti originali da 2021 non possono più essere prestati per motivi di conservazione, i detentori dei diritti, la Wolfgang Paalen Gesellschaft e.V., in 2023 hanno commissionato una replica della prima versione del 1937 in un'edizione di tre copie, disponibili per il prestito a musei e mostre.

## Storia
La definizione originale dell'oggetto surrealista deriva dalle metafore utilizzate dal poeta francese Lautréamont nei Canti di Maldoror per descrivere la bellezza, paragonata ad un "incontro fortuito su un tavolo di dissezione di una macchina da cucire e di un ombrello". Paalen è fra gli artisti invitati nel 1937 da André Breton a contribuire con le proprie illustrazioni alla pubblicazione, prevista per l'anno successivo, dell'opera completa di Lautréamont da parte di Gallimard, e propone due disegni, dei quali Breton sceglie Viel océan, che viene posto accanto al testo appropriato.

L'ombrello ha sempre costituito una metafora virile nell'immaginario dei surrealisti. Breton apprezza particolarmente il disegno di Nuage articulé che Paalen progetta per l'Esposizione internazionale surrealista di Parigi del 1938. 

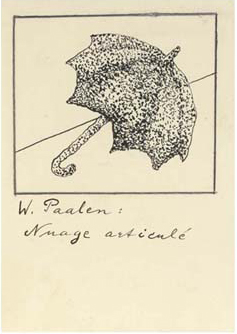
Disegno dell'oggetto Nuage articulé, creato nel 1937

L'oggetto viene esposto più volte; Alfred Barr lo apprezza particolarmente ma sceglie di non acquistarlo per il MoMA di New York soltanto per la fragilità e la difficoltà di trasporto. Quando Paalen si trasferisce in Messico, ormai in periodo bellico, Nuage articulé viene custodito dalla cognata Geo Dupin, perché durante la guerra non è possibile esportare opere da Parigi. Più tardi ne viene pubblicata una riproduzione sulla rivista London Bulletin, insieme ad un testo di André Breton tradotto da Samuel Beckett, secondo il quale l'ombrello di spugna assume una connotazione politicizzata in quanto rievoca l'ombrello di Neville Chamberlain alla Conferenza di Monaco del 1938 ed il fallimento della politica britannica dell'appeasement. Nel 1970 l'opera viene infine acquistata da Pontus Hultén per il Museo d'arte moderna di Stoccolma.

## Descrizione
L'opera è costituita da un classico ombrello nero da uomo ricoperto di spugna verdastra rasata, essiccata ed incollata sulla stoffa, sul manico e sull'impugnatura.

## Interpretazioni dell'opera
I surrealisti ed il loro pubblico sempre più vasto riconoscono le connotazioni erotiche di Nuage articulé, che incarnano un senso dinamico di contraddizione: fiore con gambo, spugna quale simbolo della natura ma anche accessorio femminile, ombrello come simbolo virile e protezione dalle forze naturali.
"Se le metamorfosi si traggono frequentemente dal regno animale, le trasformazioni di oggetti sono forse più sconcertanti. Il Nuage articulé (1938) di Paalen, il Déjeuner en fourrure (1936) di Meret Oppenheim o il Veston aphrodisiaque di Dalí sono quasi entrati nella leggenda. L'oggetto è perfettamente identificabile ma un semplice rivestimento (di sughero, di pelliccia o di vetro) gli fa perdere la propria funzionalità. Cambiando pelle, l'oggetto muta il proprio essere".

## Esposizioni
Il progetto nasce nel 1937 per l'Esposizione internazionale surrealista di Parigi del 1938, anno nel quale Nuage articulé viene esposto ripetutamente in diverse città, fra cui Amsterdam e Cambridge.
Per l'Esposizione internazionale surrealista di Città del Messico del 1940 Paalen, dopo il suo arrivo in esilio nell'autunno del 1939, realizza una seconda versione dell'oggetto con dieci segmenti, e ne richiede stavolta la sistemazione su di un piedistallo, anziché appeso al soffitto, come era stato nelle precedenti presentazioni. Tale seconda versione viene custodita da Ines Amor, la gallerista ed organizzatrice della mostra; in seguito fu restaurata da Paalen in 1956 dopo essere danneggiata durante un trasporto à San Diego. Nel 2008 diviene parte di una collezione privata a Berlino e viene esposta più volte: nel 2011 a Francoforte, nel 2012 a Halmstad, nel 2013 presso il Centro Georges Pompidou. in 2015 l´architetto Italiano Giuseppe Boezi realizza una calotta in plexiglas con dieci lati in forma prismatica per l´oggetto di Paalen.